# باربرا باديلا
باربرا باديلا (بالإنجليزية: Bárbara Padilla)‏ هي مغنية ومغنية أوبرا أمريكية، ولدت في 9 ديسمبر 1973 في غوادالاخارا في المكسيك.

## وصلات خارجية
- الموقع الرسمي